# Jamina Roberts
Jamina Caroline Roberts (Gotemburgo, 28 de mayo de 1990) es una jugadora de balonmano sueca que juega de lateral izquierdo en el Vipers Kristiansand. Es internacional con la selección femenina de balonmano de Suecia.

## Palmarés

### IK Sävehof
- Liga de Suecia de balonmano femenino (7): 2009, 2010, 2011, 2012, 2013, 2014, 2022

### Team Tvis Holstebro
- Copa EHF femenina (1): 2015

## Clubes
| Club                | País      | Año         |
| ------------------- | --------- | ----------- |
| IK Sävehof          | Suecia    | 2009 - 2014 |
| Team Tvis Holstebro | Dinamarca | 2014 - 2016 |
| IK Sävehof          | Suecia    | 2016 - 2017 |
| Érd NK              | Hungría   | 2017 - 2018 |
| Randers HK          | Dinamarca | 2018 - 2020 |
| IK Sävehof          | Suecia    | 2020 - 2022 |
| Vipers Kristiansand | Noruega   | 2022 - Act. |